# Final Más Largo de Marcos
El Final Más Largo de Marcos (Marcos 16:9-20) es la sección final del Evangelio de Marcos en la mayoría de las versiones del Nuevo Testamento. Esta sección describe la resurrección de Jesús, la aparición a María Magdalena, el encargo a los discípulos y una serie de señales que acompañarán a los creyentes. 
Existe un debate académico sobre la coherencia del Final con el resto del Evangelio de Marcos. En base a la crítica textual, la mayoría de estudiosos considera que el Final fue añadido posteriormente por un autor diferente al del resto del Evangelio.

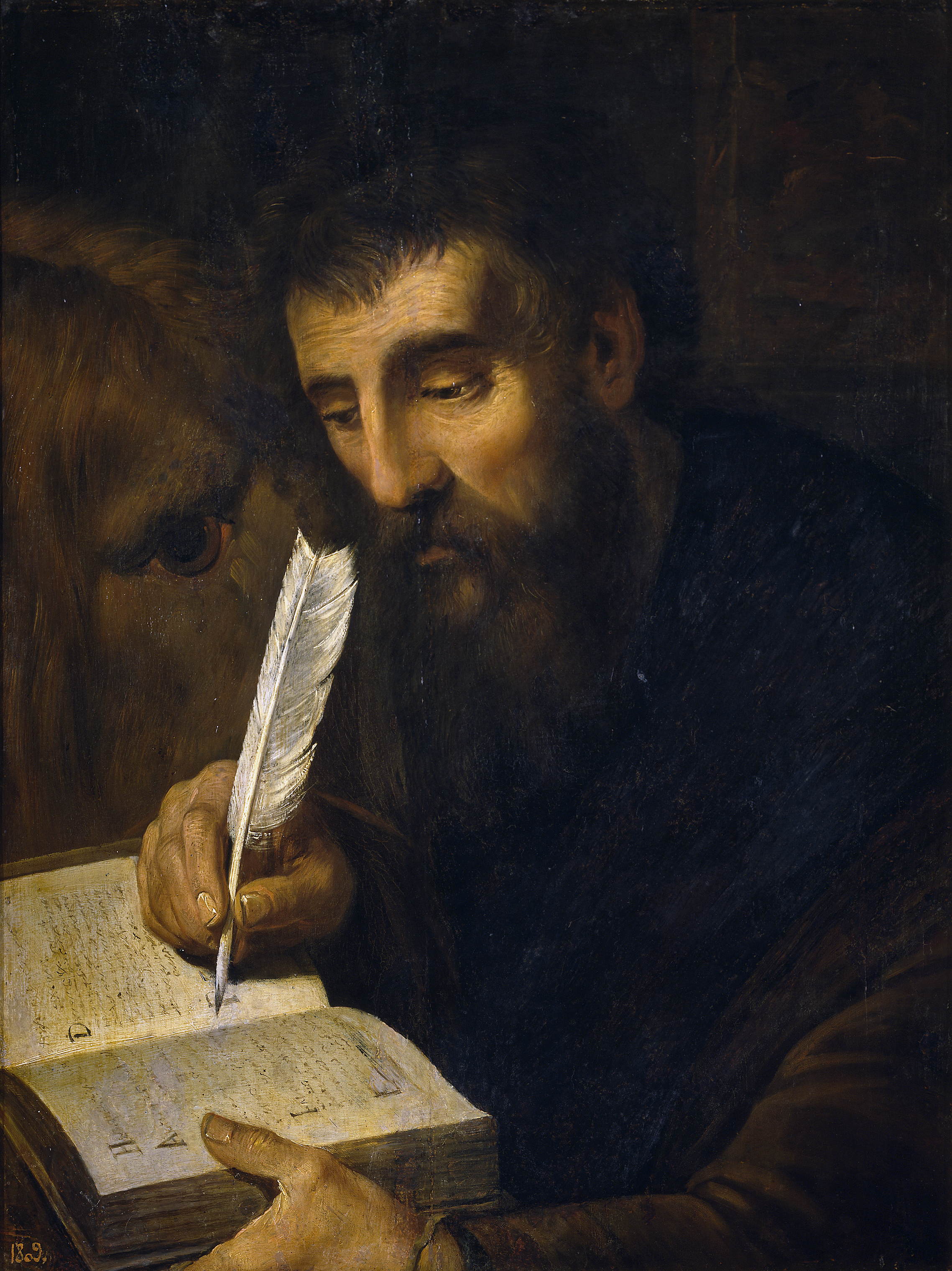
San Marcos Evangelista, óleo sobre tela de Artus Wolffort (siglo XVII)

## Contexto del Evangelio de Marcos
El Evangelio de Marcos es considerado por la gran mayoría de los eruditos como el más antiguo de los cuatro evangelios canónicos, escrito posiblemente entre los años 65 y 75 d. C.
La tradición de los Padres de la Iglesia lo atribuyó a un Juan Marcos, compañero de Pedro. La crítica actual considera que el autor es desconocido. Su estilo  se caracteriza por ser conciso y por su enfoque en las acciones de Jesús más que en sus enseñanzas.

## Introducción general
El Final Más Largo de Marcos es uno de los textos más discutidos en la crítica textual del Nuevo Testamento. Su inclusión en la mayoría de los manuscritos y su ausencia en algunos de los más antiguos ha dado lugar a un debate académico que ha durado siglos. Este pasaje, que relata eventos clave como la resurrección de Jesús y su aparición a los discípulos, ha tenido una profunda influencia en la tradición cristiana, pero su presencia inicial en el Evangelio ha sido cuestionada por la variabilidad en los testimonios manuscritos.
Sin este pasaje, el Evangelio de Marcos termina abruptamente en el versículo 8 del capítulo 16 con el descubrimiento del sepulcro vacío de Jesús y la reacción de miedo y asombro de las mujeres ante la tumba vacía.

## Contenido
El Final Más Largo incluye:
1. Resurrección y Aparición (16:9-11): Resurrección de Jesús y aparición a María Magdalena.
2. Gran Comisión (16:15-18): Jesús instruye a sus discípulos a predicar el evangelio.
3. Ascensión (16:19-20): Ascensión de Jesús al cielo y la continuación del trabajo de los discípulos.

## Historia y manuscritos
El Final Más Largo de Marcos falta en los manuscritos más antiguos del Nuevo Testamento:
- Manuscritos griegos: Manuscritos importantes como el Codex Alexandrinus y el Codex Ephraemi Rescriptus del siglo V, y la mayoría de los manuscritos griegos del Nuevo Testamento contienen Marcos 16:9-20. Sin embargo, dos manuscritos importantes, el Codex Sinaiticus y el Codex Vaticanus del siglo IV, omiten estos versículos. [5]
- Manuscritos latinos: El Codex Bobiensis del siglo IV o V y algunos manuscritos siríacos del siglo IV también terminan en 16:8, omitiendo el Final Más Largo.[8]
- Manuscritos arameos y armenios: Algunos manuscritos antiguos en arameo y armenio también terminan en 16:8.[9]

El análisis estilístico del Final Más Largo de Marcos ha revelado diferencias en el vocabulario y la sintaxis en comparación con el resto del Evangelio de Marcos. Varias construcciones gramaticales y ciertas expresiones no se encuentran en otros pasajes de Marcos. Esto, unido a la ausencia del pasaje en los manuscritos más antiguos, ha llevado a la conclusión mayoritaria de que este pasaje fue añadido posteriormente. Sin embargo, algunos estudiosos argumentan que las diferencias pueden deberse a un cambio en el enfoque o en el estilo del autor en la conclusión del relato.

#### Otras Variantes Textuales
El "Apéndice de Freer"es una variante del Final Más Largo encontrada en el Codex Washingtonianus (siglo V) que incluye una breve exhortación moral antes de la ascensión de Jesús.

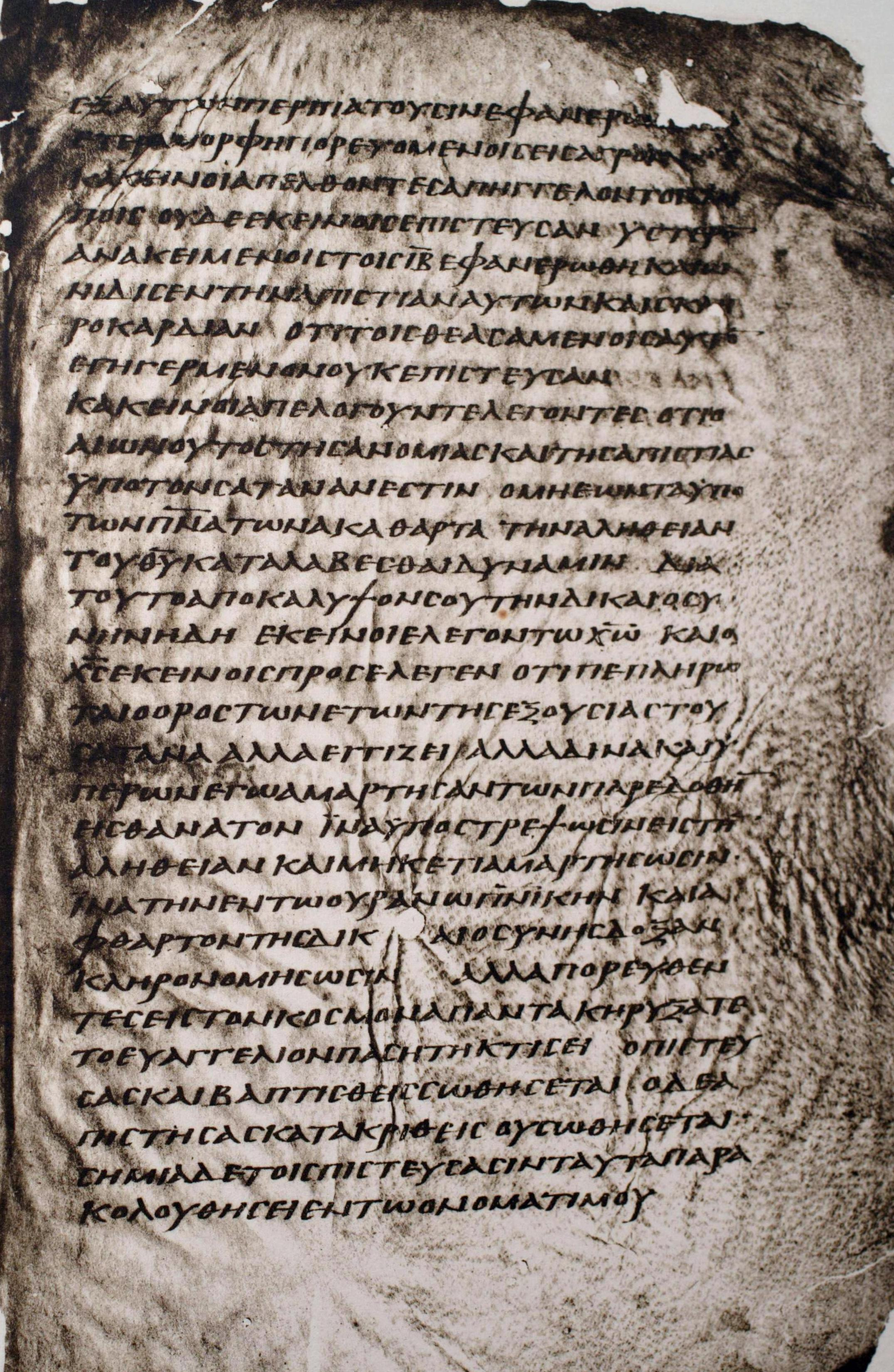
Texto del Evangelio de Marcos que contiene el "Apéndice de freer" Codex Washingtonianus,

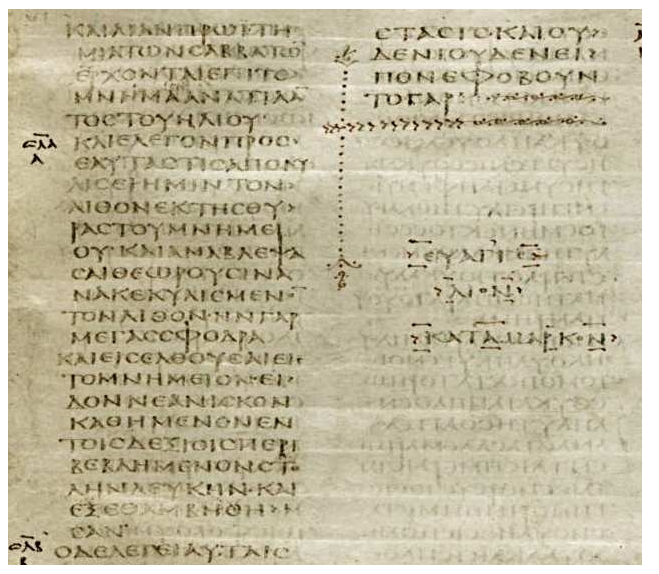
“Final corto de Marcos 16 del Códice Sinaítico.” siglo IV

## Galería de Códices Históricos

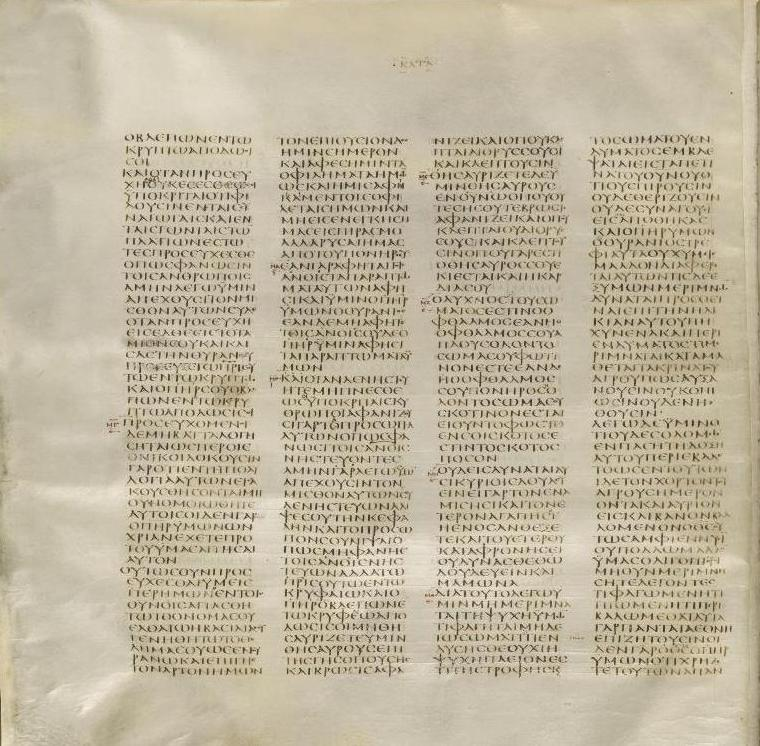
Codex Sinaiticus: Manuscrito del siglo IV que omite Marcos 16:9-20.
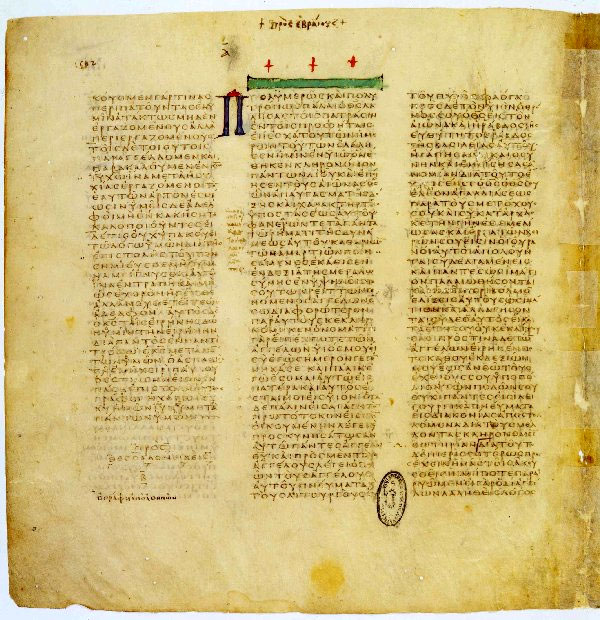
Codex Vaticanus: Manuscrito del siglo IV que también omite el Final Más Largo de Marcos.
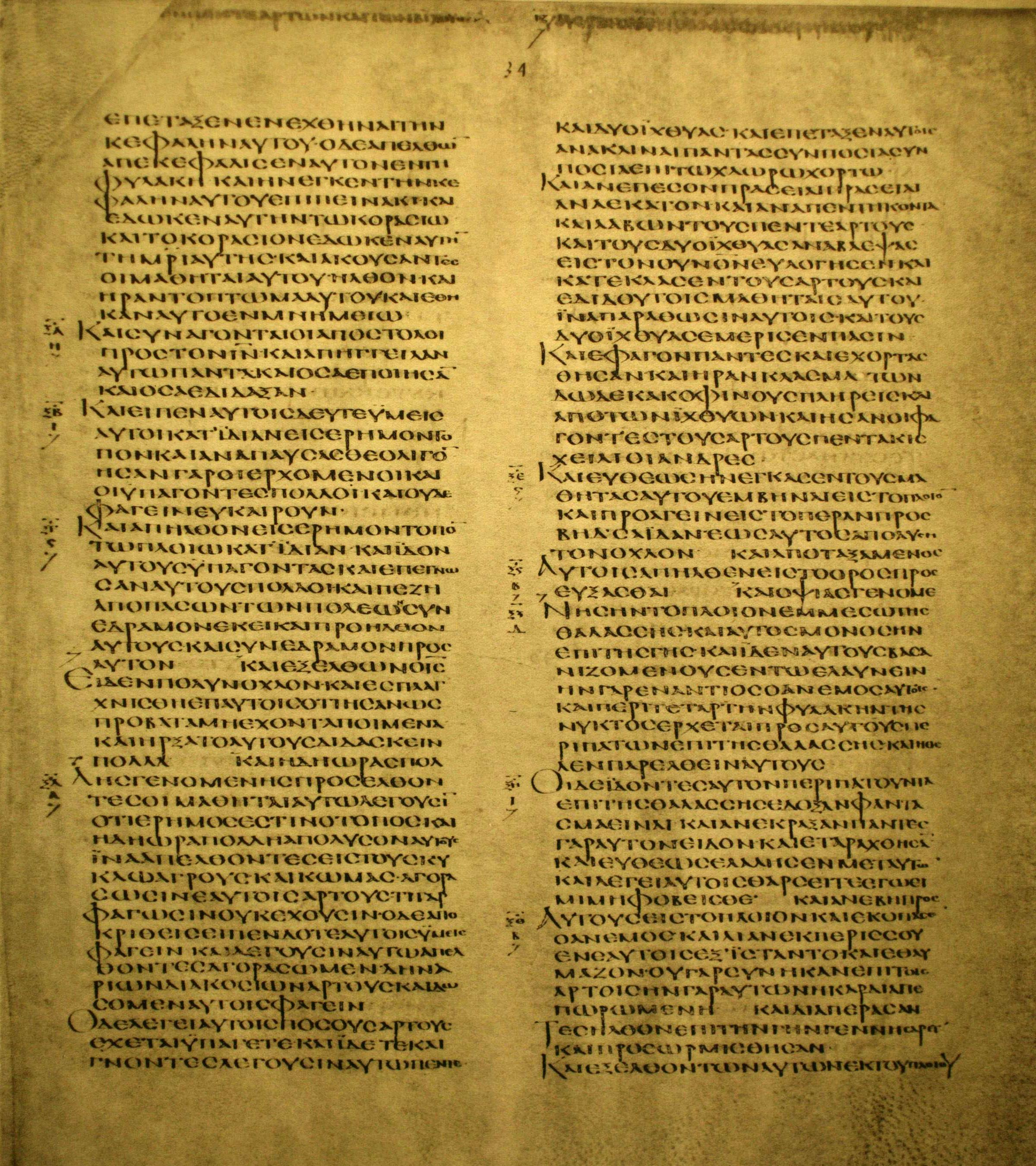
Codex Alexandrinus: Manuscrito del siglo V que incluye Marcos 16:9-20.
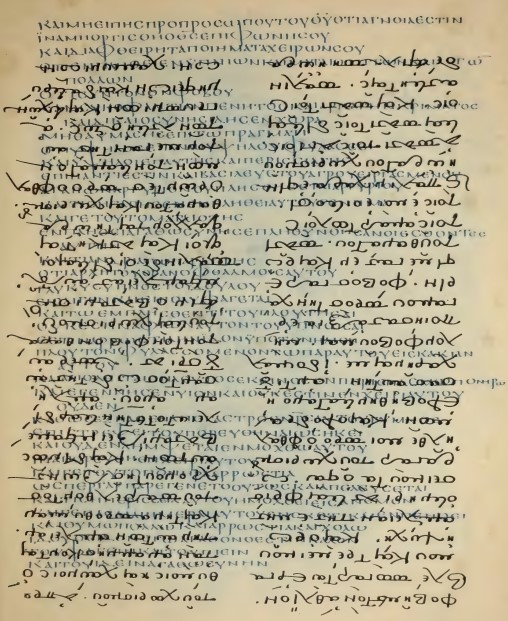
Codex Ephraemi Rescriptus: Manuscrito del siglo V que contiene Marcos 16:9-20.

## Historia de la recepción
La tradición cristiana ha aceptado en general el Final Más Largo de Marcos como texto canónico. Ireneo de Lyon fue uno de los primeros en citar el Final Más Largo de Marcos en su obra Contra las Herejías (Libro III, Capítulo 10, 6), escrita a finales del siglo II pero conservada solo en copias posteriores; en concreto cita Marcos 16:19 como parte del evangelio.[cita requerida] Para algunos autores, es posible que Justino Mártir, otro destacado padre de la iglesia del siglo II, se refiriese indirectamente al Final Más Largo, si bien la mayoría lo duda.
Eusebio de Cesarea y San Jerónimo mencionaron que algunos manuscritos no incluían Marcos 16:9-20, pero también reconocieron la existencia de muchos otros manuscritos que sí lo incluían. Esto refleja la variabilidad en la transmisión del texto durante los primeros siglos del cristianismo. 
El Final Más Largo fue incluido en la Vulgata latina de Jerónimo, y su contenido ha sido utilizado desde entonces en la liturgia y la enseñanza doctrinal cristianas. Durante la Reforma Protestante, la autenticidad de estos versículos fue debatida, pero su inclusión en traducciones como la Biblia del Rey Jacobo aseguró su uso continuo en muchas tradiciones cristianas. El texto es aceptado como canónico por la Iglesia Católica, la Iglesia Ortodoxa, y muchas denominaciones protestantes. No obstante, la Biblia de Jerusalén católica reconoce que "No se puede probar su pertenencia a la redacción de Marcos." Otras denominaciones protestantes lo consideran un añadido posterior, si bien aún lo incluyen en sus Biblias. 
El Final Más Largo de Marcos ha tenido un impacto significativo en la teología cristiana, particularmente en temas relacionados con la resurrección, la misión evangelizadora de la iglesia y la práctica de los sacramentos. Por ejemplo, la referencia al bautismo en Marcos 16:16 ha sido fundamental en las discusiones sobre la salvación y la necesidad del bautismo en diferentes tradiciones cristianas. Además, las señales que acompañarán a los creyentes, como se describe en 16:17-18, han influido en la interpretación y práctica de dones espirituales dentro de la iglesia, particularmente en movimientos carismáticos.

## Análisis Comparativo de los Evangelios del Final Largo de Marcos
El Final Más Largo de Marcos ha sido objeto de intenso debate en la erudición bíblica, especialmente en comparación con los finales de los otros Evangelios. A continuación se presenta un análisis comparativo de los cuatro Evangelios:

#### 1. Comparación con el Evangelio de Mateo (Mateo 28)
El Evangelio de Mateo termina con una aparición de Jesús resucitado y la Gran Comisión, donde Jesús instruye a sus discípulos a hacer discípulos de todas las naciones:

Y Jesús se acercó y les habló, diciendo: Toda potestad me es dada en el cielo y en la tierra. Por tanto, id, y haced discípulos a todas las naciones, bautizándolos en el nombre del Padre, y del Hijo, y del Espíritu Santo; enseñándoles que guarden todas las cosas que os he mandado; y he aquí yo estoy con vosotros todos los días, hasta el fin del mundo. Amén.
Mateo 28:18-20

El Final Más Largo de Marcos (Marcos 16:9-20) presenta un contenido similar, con la aparición de Jesús a María Magdalena, a los dos discípulos en el camino, y finalmente a los once apóstoles, seguido de una comisión para predicar el Evangelio a toda la creación:

Y les dijo: Id por todo el mundo y predicad el evangelio a toda criatura. El que creyere y fuere bautizado, será salvo; mas el que no creyere, será condenado.
Marcos 16:15-16

#### 2. Comparación con el Evangelio de Lucas (Lucas 24)
Lucas 24 también describe varias apariciones de Jesús después de su resurrección, incluyendo la aparición en el camino a Emaús y su ascensión. Al igual que Lucas, el Final Más Largo de Marcos narra la aparición de Jesús a los discípulos y su ascensión al cielo:

Y el Señor, después que les habló, fue recibido arriba en el cielo, y se sentó a la diestra de Dios.
Marcos 16:19

Sin embargo, algunos eruditos han señalado que el estilo literario de Lucas es más elaborado y detallado en comparación con el estilo más conciso de Marcos.

#### 3. Comparación con el Evangelio de Juan (Juan 20-21)
El Evangelio de Juan tiene dos finales: el capítulo 20 concluye con una declaración de propósito, mientras que el capítulo 21 parece ser una adición posterior. El Final Más Largo de Marcos comparte similitudes con el final de Juan, especialmente en las apariciones de Jesús a María Magdalena y a los discípulos. Además, ambos evangelios concluyen con Jesús comisionando a sus seguidores.